# Dracunculus canariensis
 (octobre 2014).
Si vous disposez d'ouvrages ou d'articles de référence ou si vous connaissez des sites web de qualité traitant du thème abordé ici, merci de compléter l'article en donnant les références utiles à sa vérifiabilité et en les liant à la section « Notes et références ».
Espèce
Dracunculus canariensis est une espèce de plantes de la famille des Araceae, proche du genre Arum. Elle a été dénommée par Karl Sigismund Kunth en 1841.

## Description
Drancunculus canariensis est une espèce endémique de Madère et des îles Canaries. Elles peuvent atteindre une hauteur de 1 à 1,5 mètre.
La floraison a lieu de mai à juin, l'unique inflorescence présente un spadice de couleur blanche crème qui une fois féconde produira des baies de couleur rouge.
Elle peut supporter des températures jusqu’à −7 °C (USDA zone 9).